# Августенборгский дворец
Дворец-замок Аугустенборг (дат. Augustenborg Slot, нем. Schloss Augustenburg) — барочная резиденция Августенбургского дома на острове Альс (современный город Аугустенборг).
Августенборг был заложен в 1651 году основателем дома, Эрнстом Гюнтером Шлезвиг-Гольштейн-Зондербург-Августенбургским, и наречён в честь его супруги Августы Глюксбургской. Усадебный дом был выстроен наполовину из дерева. В 1733 году курдонёр был обстроен одноэтажными зданиями с покатыми крышами. К 1770 году Августенбурги накопили средства на возведение нового каменного дворца. Дворцовая капелла была оформлена в стиле рококо по проекту итальянца Микельанджело Таддеи. Мраморную купель для храма подарил Александр I.
В 1844 году во время посещения замка Ханс Кристиан Андерсен написал сказку «Девочка со спичками». Шлезвигский кризис в 1848 году вынудил Августенбургов покинуть территорию Дании. В 1864—1920 годах остров Альс входил в состав Германской империи. После его перехода к датчанам и смерти последнего владельца дворца Августенборг был выкуплен в 1921 году датским правительством, которое в 1932 году разместило во дворце психиатрическую лечебницу. Капелла открыта для свободного помещения, так как служит приходской церковью.